# باي باي يا حلوة (فلم)
باي باي يا حلوة هو فيلم مصري من إخراج عاطف سالم  وبطولة جورجينا رزق، رشدي أباظة، محمد عوض، ميمي جمال، سمير شمص وجاكلين.

## نبذة
يتبنى نشال فتاة صغيرة. تكبر الفتاة الجميلة وتتزوج من رجل ثري. يحاول أبوها بالتبني أن يجعلها تبتزّ زوجها لكنها ترفض، ويتابع بكلّ الطرق محاولاته للضغط عليها لكنها تصمد.

## طاقم العمل
- جورجينا رزق بدور ياسمين
- رشدي أباظة بدور مدحت
- محمد عوض بدور صلاح
- ميمي جمال بدور ليلى
- سمير شمص بدور عباس
- جاكلين بدور درية

## وصلات خارجية
- مقالات تستعمل روابط فنية بلا صلة مع ويكي بيانات